# Sarah Polk
Sarah Polk (Murfreesboro, Tennessee, SAD, 4. rujna 1803. – Nashville, Tennessee, 14. kolovoza 1891.) bila je supruga 11. američkog predsjednika Jamesa Polka. U Bijeloj kući bila je kao Prva dama od 4. ožujka 1845. do 4. ožujka 1849.